# Група армій «Верхній Рейн»
Гру́па а́рмій «Ве́рхній Рейн» (нім. Heeresgruppe Oberrhein) або Кома́ндування «Ве́рхній Рейн» (нім. Oberkommando Oberrhein) — одна з груп армій Німеччини під час Другої світової війни. Протягом трьох діб була відома як група армій «Верхній Рейн», згодом Командування «Ве́рхній Рейн» — орган управіління німецьких збройних сил (Вермахту), створеним на Західному фронті під час Другої світової війни, що існував короткий час. Сформовано 26 листопада 1944 року та ліквідовано 25 січня 1945 року. Єдиним керівником цього штабу був Генріх Гіммлер.
Протягом більшої частини своєї історії команда була відома як Головне командування, і була перейменована в командування групи лише 22 січня 1945 року, коли Пауль Гауссер був призначений командиром. Група армій Верхній Рейн була розпущена 29 січня.

## Історія
26 листопада 1944 року в ході формування передбачалося створення повноцінної групи армій «Верхній Рейн» для оборони Південної Німеччини, проте реально командуванню «Верхній Рейн» були підпорядковані лише 19-та армія і 14-й корпус СС.
19-та армія в січні 1945 року попала в Кольмарський котел, а 14-й корпус СС лише формувався, в бойових діях участі не брав. Наприкінці січня 1945 штаб корпусу був переданий для формування 10-го корпусу СС, і група армій була розформована.

## Командувачі
- рейхсфюрер СС Генріх Гіммлер (нім. Heinrich Himmler) (26 листопада 1944 — 23 січня 1945);
- СС-оберстгрупенфюрер та генерал-полковник військ СС П.Гауссер (нім. Paul Hausser) (23 — 24 січня 1945).